# Juan de Castro
Juan de Castro (ur. 22 marca 1431 w Walencji, zm. 29 września 1506 w Rzymie) – hiszpański kardynał.

## Życiorys
Urodził się 22 marca 1431 roku w Walencji, jako syn Pedra Galcerána de Castre-Pinòs y Tramaceda i Blanci de Só. 19 lutego 1479 roku został wybrany biskupem Agrigento. Za pontyfikatu Aleksandra VI był prefektem Zamku św. Anioła. 19 lutego 1496 roku został kreowany kardynałem prezbiterem i otrzymał kościół tytularny Santa Prisca. W latach 1499–1502 był administratorem apostolskim Szlezwiku. W 1504 roku, wbrew woli Ferdynanda Aragońskiego, został wybrany biskupem Malty. Zmarł 29 września 1506 roku w Rzymie.